# Nakhon Ratchasima
Nakhon Ratchasima (Thai นครราชสีมา) ist die Hauptstadt der Provinz Nakhon Ratchasima in der Nordostregion von Thailand, dem sogenannten Isan. Nach Bangkok und Chiang Mai ist Nakhon Ratchasima die drittgrößte Stadt Thailands. Nakhon Ratchasima wird auch kurz Khorat oder Korat (Thai: โคราช) genannt. Die Stadt liegt im Landkreis (Amphoe) Mueang Nakhon Ratchasima und hat seit 1994 den Verwaltungsstatus einer „Großstadt-Kommune“ (Thesaban Nakhon).
Die Großstadt-Kommune Nakhon Ratchasima hat 136.153 Einwohner (Stand 2013). Im gesamten Ballungsgebiet leben rund 500.000 Menschen (Stand 2022). Korat ist damit die bevölkerungsreichste Stadt in der Nordostregion.

## Name
Über die Herkunft des Ortsnamens gibt es mehrere Theorien. Einer zufolge war der ursprüngliche Name auf Sanskrit Nagara Rājasīmā, auf Khmer Nokor (oder Angkor) Rèach Sêma, was etwa „Stadt der königlichen Grenze“ bedeutet (von nagara=Stadt, rāja=König und sīmā=Grenzmarkierung). Dieser Name spielt auf die Lage der ehemaligen Stadt am Rand des Einflussbereichs des Khmer-Reichs von Angkor an. Diese Vorgängerstadt („Alt-Korat“) soll aber wesentlich weiter westlich gelegen haben als das moderne Nakhon Ratchasima.
Einer anderen Ansicht, unter anderem vertreten von Prinz Damrong Rajanubhab, zufolge ist ‚Nakhon Ratchasima‘ dagegen aus den Namen zweier Vorgängerstädte, Gorākhapura (identifiziert mit der Ausgrabungsstätte Prasat Mueang Khaek) und (Mueang) Sema, zusammengesetzt. Gorākhapura sei nach der nordindischen Stadt Gorakhpur (unweit von Ayodhya, welches wiederum Namenspate für die ehemalige siamesische Hauptstadt Ayutthaya war) benannt. Der volkstümliche Kurzname Korat leite sich von Gorākhapura ab.

## Geographie
Nakhon Ratchasima liegt auf einer Ebene am westlichen Rand des Isan, der sogenannten Khorat-Hochebene. Die Entfernung zur Hauptstadt Bangkok beträgt etwa 260 Kilometer.

## Wirtschaft und Verkehr

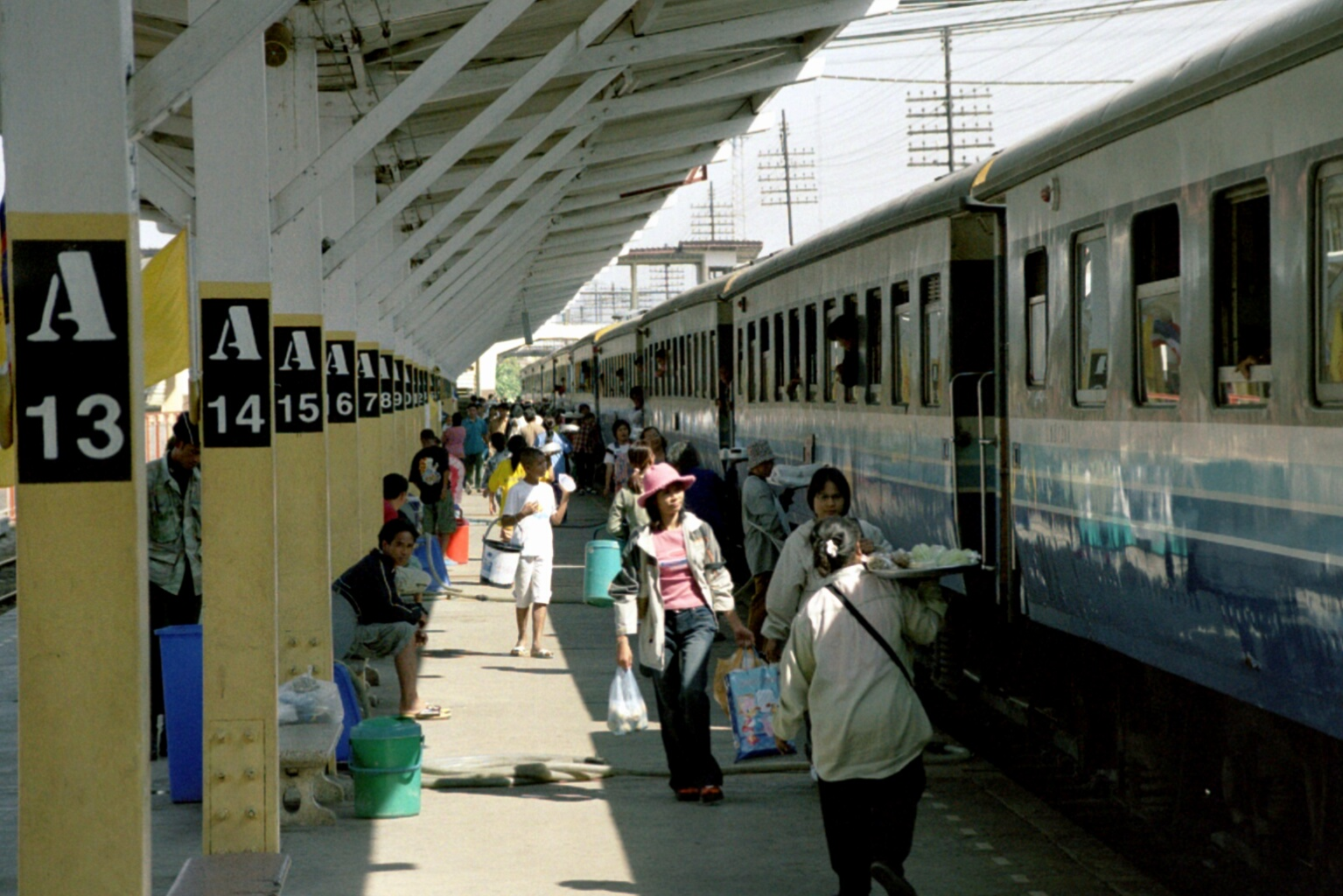
Bahnhof Nakhon Ratchasima, Bahnsteigszene

Nakhon Ratchasima ist die größte und wohl wichtigste Stadt des Isan, der strukturschwächsten Region Thailands. Heute leben etwa 10 % der Bevölkerung des Isan in der Provinz Nakhon Ratchasima. Hierunter fallen auch viele ehemalige Flüchtlinge und Einwanderer aus Laos und Kambodscha. Ein wichtiger Wirtschaftszweig ist die Seidenproduktion.
Nakhon Ratchasima ist ein wichtiger Knotenpunkt im Netz der Thailändischen Staatsbahn. Im Bahnhof Nakhon Ratchasima treffen die Nordostbahn aus Bangkok, die Bahnstrecke nach Nong Khai und die Bahnstrecke nach Ubon Ratchathani aufeinander. Die Bahnstrecke Bangkok–Nakhon Ratchasima („Korat-Bahn“) wurde 1892–1900 als erste des damaligen Siam erbaut. Daran waren die deutschen Ingenieure Karl Bethge und Luis Weiler maßgeblich beteiligt.
Nach mehrfacher Verschiebung wurde im Oktober 2020 das Hochgeschwindigkeitsbahnprojekt Bangkok-Nakhon Ratchasima offiziell von der thailändischen Regierung ins Leben gerufen. Dieses Bahnprojekt soll 2028 fertiggestellt sein und die Finanzierung ausschließlich durch Thailand erfolgen.

## Geschichte

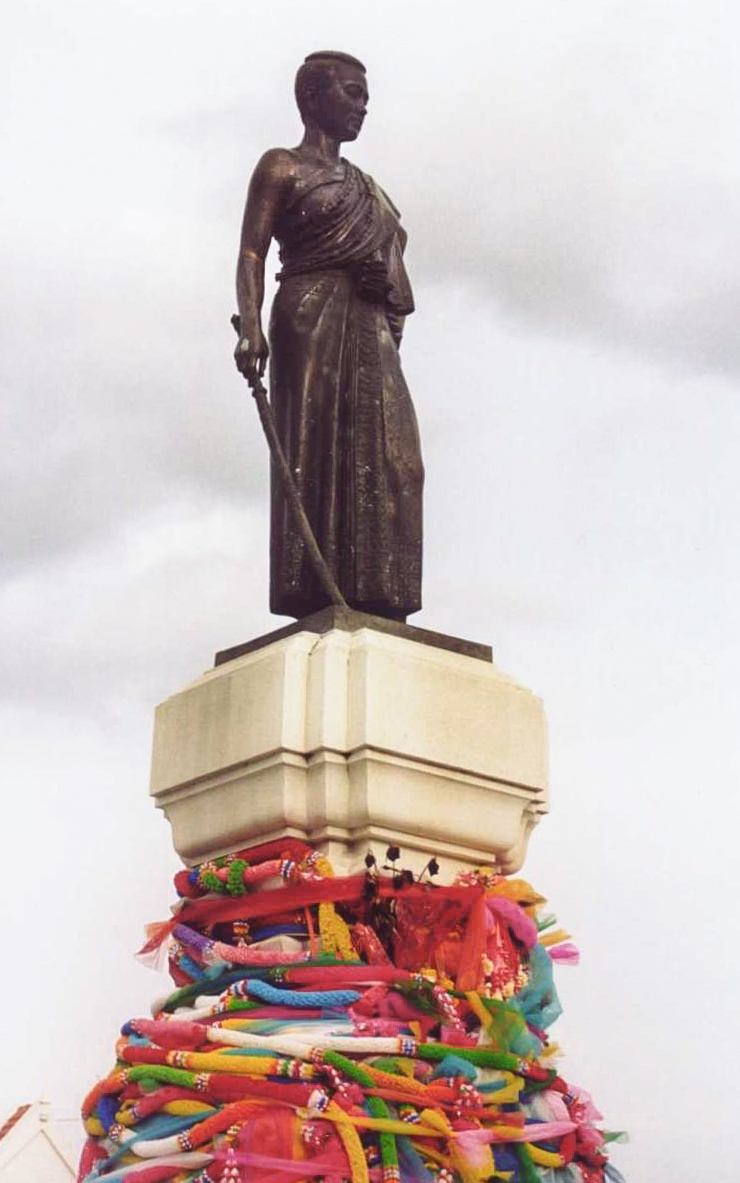
Die Statue der Thao Suranari ist das Wahrzeichen der Stadt.

Nakhon Ratchasima ist eine alte Gründung von Sukhothai, die seit Anfang des 14. Jahrhunderts als Vorposten gegen die Khmer wirken sollte. Um 1630 wurde die Stadt von der Khmer-Armee eingenommen und ihre Bevölkerung nach Kambodscha verschleppt. Unter König Narai wurden in der zweiten Hälfte des 17. Jahrhunderts die Befestigungen des Landes aufgebaut, so auch in Nakhon Ratchasima. Nachdem König Phetracha 1688 den Thron von Narai usurpiert hatte, weigerte sich der Gouverneur der Stadt, jenen anzuerkennen. Phetrachas Truppen brauchten drei Jahre, um Nakhon Rachasima zu unterwerfen. Von 1698 bis 1700 war die Stadt Zentrum einer erneuten Rebellion unter Führung eines Mönches, der behauptete, der Bruder Narais zu sein.
1826 rückten die Truppen des sich gegen die siamesische Oberherrschaft auflehnenden Königs Anuvong von Vientiane bis nach Korat vor. Dort konnte ihr Vormarsch gestoppt werden. Nach einer in Thailand verbreiteten Darstellung gelang dies aufgrund maßgeblicher Beteiligung von Thao Suranari, der Gattin des damaligen Gouverneurs von Nakhon Ratchasima. Sie ist heute die Lokalheldin der Stadt und wird hier wie eine Heilige verehrt. 1934 wurde ein Denkmal für sie errichtet, das als Wahrzeichen der Stadt gilt.
Das Denkmal wurde von der Regierung vermutlich auch zur Sicherung der Loyalität der Bevölkerung von Korat errichtet. Ein Jahr nach dem Ende der absoluten Monarchie 1932 war Korat nämlich Ausgangspunkt einer royalistischen Gegenrevolte unter Prinz Boworadet. Die Regierung konnte diese niederschlagen.
Nach dem Putsch von Offizieren der thailändischen „Jungtürken“ im April 1981 organisierten Ministerpräsident Prem Tinsulanonda und General Arthit Kamlang-ek von hier aus dessen Niederschlagung. Auch König Bhumibol Adulyadej und seine Familie hielten sich in dieser Zeit in Korat auf.
Beim Amoklauf eines thailändischen Soldaten am 8. Februar 2020 wurden 29 Menschen im Einkaufszentrum Terminal 21 getötet, mindestens 57 weitere Personen wurden verletzt.

## Streitkräfte
In Nakhon Ratchasima befindet sich das Hauptquartier der Zweiten Armeeregion des thailändischen Heeres, die für die Verteidigung der Nordostregion zuständig ist. Zudem gibt es südlich der Stadt den Luftwaffenstützpunkt RTAFB Korat der Thailändischen Luftstreitkräfte, auf dem Kampfflugzeuge des Typs F-16A/B stationiert sind.  Während des Vietnamkrieges wurde der Flughafen von 1964 bis 1975 unter dem Namen „Korat Thai Air Force Base“ von der United States Air Force (Pacific Air Forces) genutzt. Hier gab es auch ein Rundfunkstudio von AFTN.

## Sehenswürdigkeiten

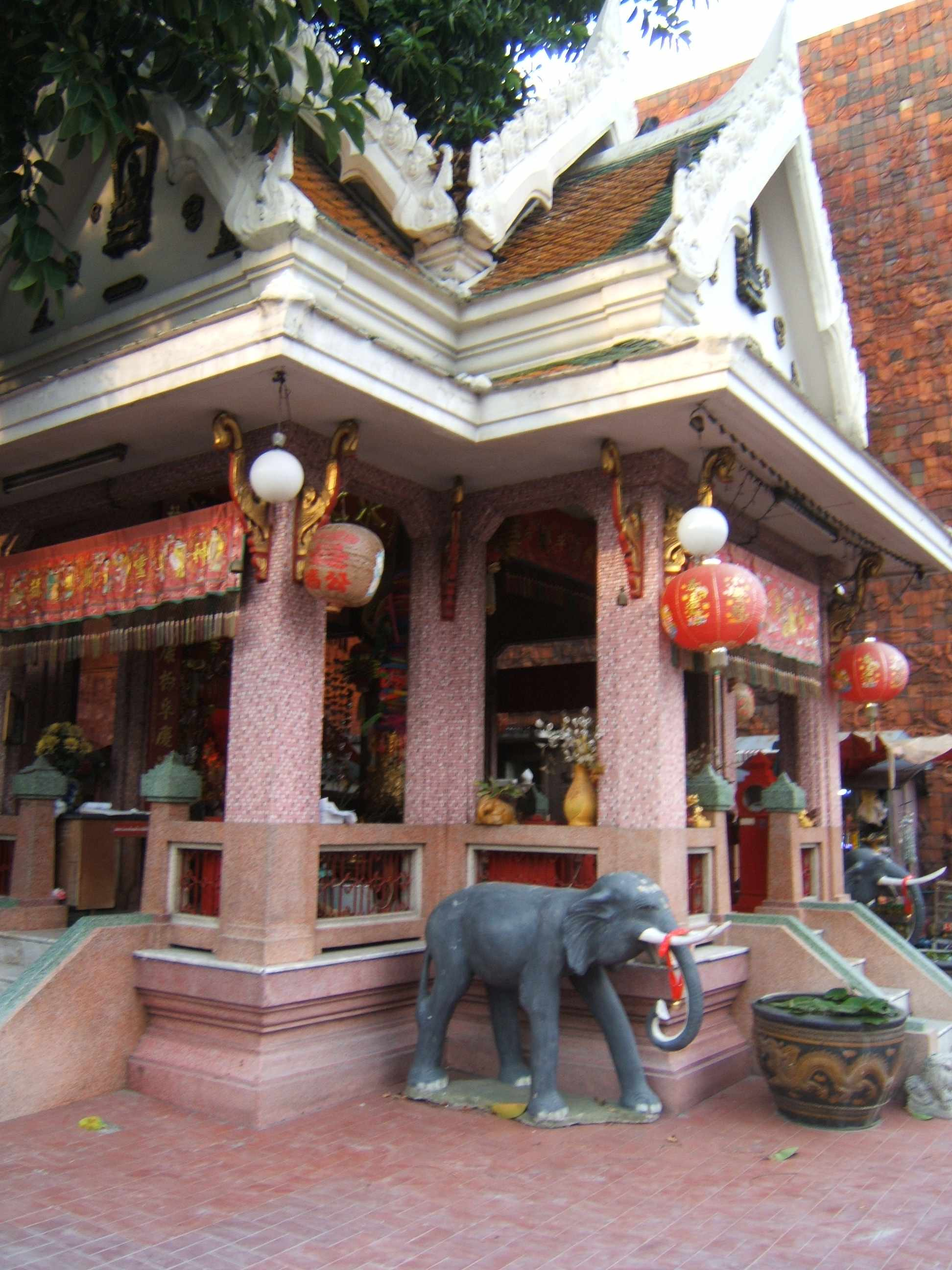
Außenansicht des Lak-Mueang-Schreins

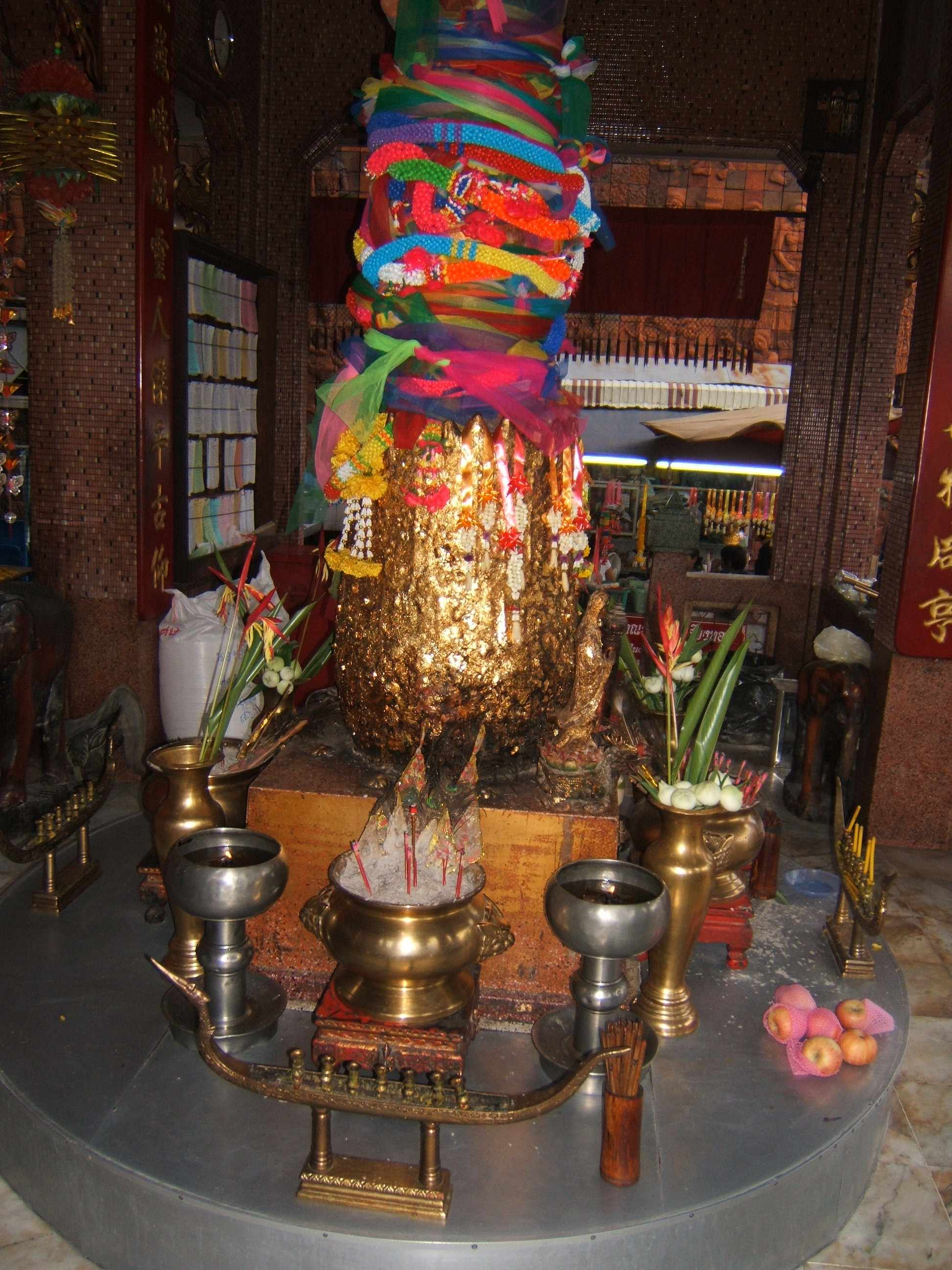
Die Stadtsäule (Lak Müang)

- Statue von Thao Suranari (Khun Ying Mo) – zu Ehren der Frau des Gouverneurs der Provinz zu Zeiten des Königs Rama III., die seinerzeit einen Einmarsch der laotischen Truppen unter König Anuvong zurückschlug; 1934 errichtet, beherbergt die Statue die Asche der hochverehrten Frau.
- Wat Sala Loi – die buddhistische Tempelanlage (Wat) liegt am Ufer des Maenam Thakhong und ist im Stil einer chinesischen Dschunke erbaut.
- Wat Payap – neu erbaute Tempelanlage im alten Ayutthaya-Stil mit einem buddhistischen Rad (siehe: Dharmachakra) aus Sandstein und einer Pagode mit fünf Dächern in chinesischem Stil.
- Prasat Hin Phanom Wan – etwas außerhalb von Nakhon Ratchasima liegen die Ruinenfelder der Khmer, bereits vor dem 10. Jahrhundert erbaut.
- Sao Lak Müang – die Stätte der Verehrung für die Stadtgeister von Nakhon Ratchasima
- Festung und Stadttor – das wiederaufgebaute Tor Pratu Chumphon und die Wassergräben (mit Fontänen und anderen Wasserspielen) vermitteln einen guten Eindruck von der einstigen Anlage, die ein Stadtgebiet von 1,7 km × 1,5 km umfasste.
- Im Süden der Stadt befindet sich der Nakhon Ratchasima Zoo

## Söhne und Töchter der Stadt
- Pongsaklek Wonjongkam (* 1977), Boxer
- Udomporn Polsak (* 1981), erste thailändische Olympiasiegerin
- Decha Phetakua (* 1983), Fußballspieler
- Amorn Thammanarm (* 1983), Fußballspieler
- Anusorn Chansod (* 1989), Fußballspieler
- Chalitpong Jantakul (* 1989), Fußballspieler
- Nungnadda Wannasuk (* 1989), Tennisspielerin
- Nuttawut Chanachan (* 1991), Fußballspieler
- Prapat Yoskrai (* 1993), Fußballspieler
- Kiattisak Toopkhuntod (* 1995), Fußballspieler
- Supak Jomkoh (* 1996), Badmintonspieler
- Watcharin Nuengprakaew (* 1996), Fußballspieler
- Teerasak Poeiphimai (* 2002), Fußballspieler
- Pattaratron Buransuk (* 2007), Fußballspieler

- LOSO, thailändische Rockband

## Sonstiges
Nakhon Ratchasima ist Namensgeber der Korat-Katze.